# Liste der Gemeinden im Landkreis Altötting

Karte des Landkreises Altötting

Die Liste der Gemeinden im Landkreis Altötting gibt einen Überblick über die Verwaltungseinheiten des Landkreises. Es gibt 24 politische Gemeinden, von denen 11 eine eigene Verwaltung haben, und 5 Verwaltungsgemeinschaften.

## Legende
- Verwaltungseinheit: Name der Gemeinde und Angabe der Gemeindeart: Gemeinde (–), Markt (M), Stadt (St), Große Kreisstadt (GKSt) oder Name der Verwaltungsgemeinschaft. Einheitsgemeinden und Verwaltungsgemeinschaften sind fett gedruckt
- GT: Gemeindeteile der Gemeinde. Der Wiki-Link ist mit der Gemeindegliederung der jeweiligen Gemeinde verknüpft.
- VG: Zeigt ggf. an, ob eine Gemeinde zu einer Verwaltungsgemeinschaft gehört
- Karte: Zeigt die Lage der Gemeinde im Landkreis
- Fläche: Fläche der Stadt beziehungsweise Gemeinde, angegeben in Quadratkilometer
- Einwohner: Zahl der Menschen die in der Gemeinde beziehungsweise Stadt leben (Stand: 31. Dezember 2023[1])
- EW-Dichte: Angegeben ist die Einwohnerdichte, gerechnet auf die Fläche der Verwaltungseinheit, angegeben in Einwohner pro km2 (Stand: 31. Dezember 2023[2])
- Statistik: Link zur kommunalen Statistik des Bayerischen Landesamts für Statistik
- Website: Website der Gemeinde bzw. der Verwaltungsgemeinschaft

## Gemeinden
| Verwaltungseinheit                      | Wappen                                     | GT  | VG              | Karte                                                                   | Fläche in km²  | Einwohner      | Einwohner je km² | Statistik | Website |
| --------------------------------------- | ------------------------------------------ | --- | --------------- | ----------------------------------------------------------------------- | -------------- | -------------- | ---------------- | --------- | ------- |
| Landkreis Altötting                     | Wappen des Landkreises Altötting           |     |                 | Der Landkreis Altötting                                                 | 569.29 (100 %) | 114459 (100 %) | 201              | [ 3 ]     | [ 4 ]   |
| Verwaltungsgemeinschaft Emmerting       |                                            |     | Emmerting       | Lage der Verwaltungsgemeinschaft Emmerting im Landkreis Altötting       | 37.45 (6.6 %)  | 6670 (5.8 %)   | 178              |           |         |
| Verwaltungsgemeinschaft Kirchweidach    |                                            |     | Kirchweidach    | Lage der Verwaltungsgemeinschaft Kirchweidach im Landkreis Altötting    | 80.7 (14.2 %)  | 6354 (5.6 %)   | 79               |           | [ 5 ]   |
| Verwaltungsgemeinschaft Marktl          |                                            |     | Marktl          | Lage der Verwaltungsgemeinschaft Marktl im Landkreis Altötting          | 33.52 (5.9 %)  | 3845 (3.4 %)   | 115              |           |         |
| Verwaltungsgemeinschaft Reischach       |                                            |     | Reischach       | Lage der Verwaltungsgemeinschaft Reischach im Landkreis Altötting       | 70.72 (12.4 %) | 5212 (4.6 %)   | 74               |           |         |
| Verwaltungsgemeinschaft Unterneukirchen |                                            |     | Unterneukirchen | Lage der Verwaltungsgemeinschaft Unterneukirchen im Landkreis Altötting | 50.86 (8.9 %)  | 6277 (5.5 %)   | 123              |           |         |
| Altötting, St                           | Wappen der Gemeinde Altötting              | 40  |                 | Lage der Gemeinde Altötting im Landkreis Altötting                      | 23.07 (4.1 %)  | 13172 (11.5 %) | 571              | [ 6 ]     | [ 7 ]   |
| Burghausen, St                          | Wappen der Gemeinde Burghausen             | 34  |                 | Lage der Gemeinde Burghausen im Landkreis Altötting                     | 19.81 (3.5 %)  | 19494 (17 %)   | 984              | [ 8 ]     | [ 9 ]   |
| Burgkirchen an der Alz                  | Wappen der Gemeinde Burgkirchen an der Alz | 148 |                 | Lage der Gemeinde Burgkirchen an der Alz im Landkreis Altötting         | 46.19 (8.1 %)  | 11008 (9.6 %)  | 238              | [ 10 ]    | [ 11 ]  |
| Emmerting                               | Wappen der Gemeinde Emmerting              | 4   | Emmerting       | Lage der Gemeinde Emmerting im Landkreis Altötting                      | 14.07 (2.5 %)  | 4254 (3.7 %)   | 302              | [ 12 ]    | [ 13 ]  |
| Erlbach                                 | Wappen der Gemeinde Erlbach                | 84  | Reischach       | Lage der Gemeinde Erlbach im Landkreis Altötting                        | 28.13 (4.9 %)  | 1174 (1 %)     | 42               | [ 14 ]    | [ 15 ]  |
| Feichten an der Alz                     | Wappen der Gemeinde Feichten an der Alz    | 38  | Kirchweidach    | Lage der Gemeinde Feichten an der Alz im Landkreis Altötting            | 17.92 (3.1 %)  | 1342 (1.2 %)   | 75               | [ 16 ]    | [ 17 ]  |
| Garching an der Alz                     | Wappen der Gemeinde Garching an der Alz    | 67  |                 | Lage der Gemeinde Garching an der Alz im Landkreis Altötting            | 25.86 (4.5 %)  | 8837 (7.7 %)   | 342              | [ 18 ]    | [ 19 ]  |
| Haiming                                 | Wappen der Gemeinde Haiming                | 32  |                 | Lage der Gemeinde Haiming im Landkreis Altötting                        | 28.73 (5 %)    | 2527 (2.2 %)   | 88               | [ 20 ]    | [ 21 ]  |
| Halsbach                                | Wappen der Gemeinde Halsbach               | 68  | Kirchweidach    | Lage der Gemeinde Halsbach im Landkreis Altötting                       | 22.08 (3.9 %)  | 1083 (0.9 %)   | 49               | [ 22 ]    | [ 23 ]  |
| Kastl                                   | Wappen der Gemeinde Kastl                  | 117 | Unterneukirchen | Lage der Gemeinde Kastl im Landkreis Altötting                          | 27.6 (4.8 %)   | 2814 (2.5 %)   | 102              | [ 24 ]    | [ 25 ]  |
| Kirchweidach                            | Wappen der Gemeinde Kirchweidach           | 54  | Kirchweidach    | Lage der Gemeinde Kirchweidach im Landkreis Altötting                   | 20.15 (3.5 %)  | 2836 (2.5 %)   | 141              | [ 26 ]    | [ 27 ]  |
| Marktl, M                               | Wappen der Gemeinde Marktl                 | 63  | Marktl          | Lage der Gemeinde Marktl im Landkreis Altötting                         | 27.84 (4.9 %)  | 2826 (2.5 %)   | 102              | [ 28 ]    | [ 29 ]  |
| Mehring                                 | Wappen der Gemeinde Mehring                | 14  | Emmerting       | Lage der Gemeinde Mehring im Landkreis Altötting                        | 23.38 (4.1 %)  | 2416 (2.1 %)   | 103              | [ 30 ]    | [ 31 ]  |
| Neuötting, St                           | Wappen der Gemeinde Neuötting              | 40  |                 | Lage der Gemeinde Neuötting im Landkreis Altötting                      | 36.6 (6.4 %)   | 9062 (7.9 %)   | 248              | [ 32 ]    | [ 33 ]  |
| Perach                                  | Wappen der Gemeinde Perach                 | 39  | Reischach       | Lage der Gemeinde Perach im Landkreis Altötting                         | 14.13 (2.5 %)  | 1332 (1.2 %)   | 94               | [ 34 ]    | [ 35 ]  |
| Pleiskirchen                            | Wappen der Gemeinde Pleiskirchen           | 134 |                 | Lage der Gemeinde Pleiskirchen im Landkreis Altötting                   | 52.62 (9.2 %)  | 2464 (2.2 %)   | 47               | [ 36 ]    | [ 37 ]  |
| Reischach                               | Wappen der Gemeinde Reischach              | 78  | Reischach       | Lage der Gemeinde Reischach im Landkreis Altötting                      | 28.46 (5 %)    | 2706 (2.4 %)   | 95               | [ 38 ]    | [ 39 ]  |
| Stammham                                | Wappen der Gemeinde Stammham               | 6   | Marktl          | Lage der Gemeinde Stammham im Landkreis Altötting                       | 5.68 (1 %)     | 1019 (0.9 %)   | 179              | [ 40 ]    | [ 41 ]  |
| Teising                                 | Wappen der Gemeinde Teising                | 5   |                 | Lage der Gemeinde Teising im Landkreis Altötting                        | 5.38 (0.9 %)   | 1806 (1.6 %)   | 336              | [ 42 ]    | [ 43 ]  |
| Töging am Inn, St                       | Wappen der Gemeinde Töging am Inn          | 9   |                 | Lage der Gemeinde Töging am Inn im Landkreis Altötting                  | 13.65 (2.4 %)  | 9560 (8.4 %)   | 700              | [ 44 ]    | [ 45 ]  |
| Tüßling                                 | Wappen der Gemeinde Tüßling                | 33  |                 | Lage der Gemeinde Tüßling im Landkreis Altötting                        | 19.54 (3.4 %)  | 3315 (2.9 %)   | 170              | [ 46 ]    | [ 47 ]  |
| Tyrlaching                              | Wappen der Gemeinde Tyrlaching             | 24  | Kirchweidach    | Lage der Gemeinde Tyrlaching im Landkreis Altötting                     | 20.55 (3.6 %)  | 1093 (1 %)     | 53               | [ 48 ]    | [ 49 ]  |
| Unterneukirchen                         | Wappen der Gemeinde Unterneukirchen        | 100 | Unterneukirchen | Lage der Gemeinde Unterneukirchen im Landkreis Altötting                | 23.26 (4.1 %)  | 3463 (3 %)     | 149              | [ 50 ]    | [ 51 ]  |
| Winhöring                               | Wappen der Gemeinde Winhöring              | 38  |                 | Lage der Gemeinde Winhöring im Landkreis Altötting                      | 24.59 (4.3 %)  | 4856 (4.2 %)   | 197              | [ 52 ]    | [ 53 ]  |